# Estación de Oural
Oural es una estación de ferrocarril situada en la localidad homónima, en el municipio español de Sarria en la provincia de Lugo, en la comunidad autónoma de Galicia. No dispone de servicios de viajeros desde el 28 de septiembre de 1999.

## Situación ferroviaria
La estación se encuentra en el punto kilométrico 386,5 de la línea León-La Coruña de ancho ibérico, entre las estaciones de Sarria y de Rubián. El tramo es de vía única y está sin electrificar.

## Historia
La estación se abrió al tráfico el 12 de julio de 1882 con la puesta en marcha del tramo Sarria-Oural de la línea que pretendía unir Palencia con La Coruña por parte del Estado.
No dispone de servicios de viajeros desde el 28 de septiembre de 1999.

## La estación
El edificio para viajeros es de base rectangular y una altura. La estación dispone de cinco vías y dos andenes, uno lateral y otro central entre las dos vías más próximas al edificio. Los cambios de andén se realizan a nivel.